# Danke, liebe gute Fee
Danke, liebe gute Fee ist ein Livealbum des deutschen Liedermachers Reinhard Mey und erschien am 8. Mai 2009 bei EMI.

## Inhalt
Das Album entstand während der Bunten-Hund-Tournee 2008, die Aufnahme bei einem Auftritt Meys im Circus Krone in München.
Der Liedermacher trug dort seine bekannten Stücke vor, wie Ich wollte wie Orpheus singen, Freundliche Gesichter oder Komm gieß mein Glas noch einmal ein, aber auch Lieder seiner letzten CD, Bunter Hund, Danke, liebe gute Fee oder Kai.
Sein 1996 erschienenes Lied Irgendein Depp bohrt irgendwo immer sang er wieder, wie 2002, in der umgeschriebenen Version Irgendein Depp mäht irgendwo immer. Für die Zugabe gab es von ihm neu geschriebene Titel, Männer im Baumarkt und Die Abendpantolette.

## Videoalbum
Zu dieser Aufnahme entstand auch eine DVD mit Konzertmitschnitten und Bonusmaterial über Reinhard Mey und seine Tournee.

## Titelliste
CD 1:
1. Freundliche Gesichter – 7:28
2. Ich wollte wie Orpheus singen – 4:48
3. Bunter Hund – 9:01
4. Pöter – 6:17
5. Komm gieß mein Glas noch einmal ein – 5:48
6. Ich brauche einen Sommelier – 4:14
7. Liebe ist alles – 4:48
8. Die erste Stunde – 5:00
9. Drei Kisten Kindheit – 8:26
10. Bei Hempels unterm Bett – 5:22
11. Irgendein Depp mäht irgendwo immer – 5:47

CD 2:
1. Alle rennen – 4:45
2. Ich liebe Dich – 4:41
3. Wotan und Wolf – 5:47
4. Lass Liebe auf uns regnen – 5:02
5. Der Fischer und der Boss – 5:07
6. Weißt du noch Etienne? – 7:50
7. Kai – 6:51
8. Drei Jahre und ein Tag – 7:45
9. Danke, liebe gute Fee – 5:25
10. Sommer 52 – 4:42
11. Männer im Baumarkt – 6:06
12. Die Abendpantolette – 6:48
13. Die Zeit des Gauklers ist vorbei – 7:44